# 哈维·富埃戈
查維亞·「哈维」·富埃戈·馬天尼斯（Javier 'Javi' Fuego Martínez，1984年1月4日—），西班牙足球運動員，目前效力西甲球隊維拉利爾，司職防守中場。

## 球員生涯
富高於阿斯圖里亞斯球隊開展職業球員生涯，出戰西乙六個賽季，在2004年至2007年間作為球隊的正選。
2007/08賽季，富亞高轉投西甲的，但當季球隊表現不佳，面臨降班及財務問題的利雲特季終出售多名球員。2008年8月，富高以14萬歐元轉會費加盟安達盧西亞球隊維爾瓦，富高雖能保持正選上陣，但新東家仍難逃降班乙組的惡運。
2010/11賽季，富高加盟同處西乙球隊，並助其以第二名成績升上甲組。
2013/14賽季，富高以自由身加盟西甲勁旅。

## 榮譽
西班牙U23
- 地中海運動會: 2005年

## 外部連結
- 華歷簡奴官方檔案 （西班牙文）
- BDFutbol檔案（页面存档备份，存于） （英文）
- Futbolme檔案（页面存档备份，存于） （西班牙文）
- Transfermarkt檔案（页面存档备份，存于） （英文）